# Золота стріла
«Золота стріла» (англ. The Arrow of Gold: A Story Between Two Notes) — роман британського письменника Джозефа Конрада, опублікований 1919 року. Письменник у художній формі описав історію своєї ймовірної участі у контрабанді зброї до Іспанії для прихильників Карлоса Молодшого, претендента на іспанський трон, коли той перебував в Марселі у 70-х роках XIX століття у період Третьої карлістської війни. Біографи до нині сперечаються, чи Конрад насправді мав можливість брати у цьому участь.
У книжковій формі роман вперше вийшов 12 квітня 1919 року в США, публікація ж твору у Великій Британії відбулася 6 червня. Конрад присвятив роман своєму приятелю та літературному помічнику Річардові Керлу.

## Історія видання
1915 року Конрад згадує у листі до свого видавця про плани написати «військовий роман на іспанську тематику». Ева Коженьовська припускає, що письменника до написання твору підштовхнула Текля Турська, яка 1914 року надіслала йому листа. Перші 94 сторінки Конрад написав власноруч, але наступні диктував, що могло мати негативний вплив на стиль. Спочатку книжка мала мати назву «Сміх», але Конрад також розглядав інші можливі назви твору, перелічуючи їх у листах: «L'Amie du Roi», «The Goatherd», «Two Sisters», «Mme de Lastaola» та «The Heiress»

## Сюжет
Марсель, 70-ті роки XIX століття. Основою роману є любовний трикутник, між трійкою прихильників іспанського претендента на трон Карсола Молодшого: гарною і космополітичною героїнею Доньєю Рітою, альтер-еґо Конрада, мосьє Жоржем і ветераном конфедератів, капітаном Блантом, які займаються контрабандою зброї для карлістів.

## Сприйняття
Критики звинувачували Конрада у недостатній сюжетній зв'язності твору, слабкому описі персонажів та багатослівності. Джон Голсуорсі писав: «Я не можу віднайти правдивого чуття у „Золотій стрілі“ (…). В повісті „Молодість“ був чар, а тут нема від нього ані сліду». Здзіслав Найдер називав «Золоту стрілу» найслабшим романом Конрада.